# Lee Seung-chul
Lee Seung-chul (* 5. Dezember 1966 in Seoul, Südkorea) ist ein südkoreanischer Sänger.

## Leben und Wirken
Bis 1989 war er Frontsänger der Rock-Gruppe Boohwal. Seitdem veröffentlichte Lee zahlreiche Solo-Alben. 2005 erhielt er einen Korean Music Award in der Kategorie Bester Sänger.
Lee ist auch bekannt durch seinen Song „Girls’ Generation“ (kor. 소녀시대, Sonyeo Sidae) aus dem Jahr 1989. Die 2007 gegründete Gruppe Girls’ Generation benannte sich nach dem Lied und veröffentlichte im selben Jahr eine Coverversion. Lee hatte auch einige Live-Auftritte mit der Gruppe.

## Diskografie

### Alben
- 1989: Annyeongirago Malhajjima (안녕이라고 말하지마)
- 1989: Majimak Konseoteu (마지막 콘서트)
- 1990: Noeul, Geurigo Na (노을, 그리고 나)
- 1991: Banghwang (방황)
- 1994: The Secret of Color
- 1996: The Bridge of Sonic Heaven
- 1999: Ojik Neoppunin Nareul (오직 너뿐인 나를)
- 2004: The Live Long Day
- 2006: Reflection of Sound
- 2007: The Secret of Color 2
- 2009: Mutopia – The Land of Dreams